# (4904) Makio
(4904) Makio es un asteroide perteneciente al cinturón de asteroides, descubierto el 21 de noviembre de 1989 por Yoshikane Mizuno y el también astrónomo Toshimasa Furuta desde el Kani Observatory, Kani, Japón.

## Designación y nombre
Designado provisionalmente como 1989 WZ. Fue nombrado Makio en honor al astrónomo japonés Makio Akiyama que descubrió varios asteroides en el Observatorio de Susono.

## Características orbitales
Makio está situado a una distancia media del Sol de 2,389 ua, pudiendo alejarse hasta 2,699 ua y acercarse hasta 2,079 ua. Su excentricidad es 0,129 y la inclinación orbital 10,11 grados. Emplea 1349 días en completar una órbita alrededor del Sol.

## Características físicas
La magnitud absoluta de Makio es 12,5. Tiene 6,992 km de diámetro y su albedo se estima en 0,329.